# سالفيستر بينهيرو
سالفيستر بينهيرو (17 فبراير 1984 في البرتغال - ) هو لاعب كرة قدم برتغالي في مركز الدفاع. لعب مع AD Fafe ‏.

## وصلات خارجية
- سالفيستر بينهيرو على موقع قاعدة بيانات كرة القدم.إي يو (الإنجليزية)